# Bernardo de Cienfuegos
Bernardo de Cienfuegos (1580-1640) fue un botánico aragonés.
Nació en Tarazona en 1580.
Cursó estudios en la Universidad de Alcalá de Henares sobre Humanidades y Medicina, aunque nunca ejerció como médico. De aquí adquirió un importante conocimiento en cultura clásica y lenguas.
En Madrid conoció a Diego Cortabilla, conocido botánico que le inculcó su pasión por el mundo vegetal. Estableció correspondencia con Gerónimo de Huerta y otros ilustres botánicos.
Fruto de su estudio es la obra "Historia de las plantas", compendio de 7 tomos con ilustraciones, descripciones, dibujos detallados a color y ubicación del hábitat, así como nombres en distintos idiomas comunes. Un ejemplar manuscrito se encuentra en la Biblioteca Nacional de España. Nunca fue publicado.
En su honor se han nombrado los géneros botánicos Cienfuegosia por Antonio José de Cavanilles, 'Cienfuegia' por Willdenow, y 'Fugosia' por Jussieu.